# Петър I (Русия)
Вижте пояснителната страница за други личности с името Петър Велики.
Петър I Алексеевич (на руски: Пётр I Алексеевич) е последният цар на Руското царство (1682 – 1721) и първият император (1721 – 1725) на Руската империя от династията Романови. До 1696 г. формално управлява заедно със своя полубрат Иван V. Петър I провежда политика на модернизация на руската държава, а териториалното разширение по негово време я превръща в една от основните европейски сили. Затова е наричан още Петър Велики (Пётр Великий).
От ранни години проявява интерес към науките и чуждестранния начин на живот. Петър Велики първи от руските царе извършва продължително пътешествие в страните на Западна Европа. При завръщането си през 1698 г. Петър развива мащабни реформи в руската държава и обществените порядки. Едно от главните постижения на Петър I е значителното разширение на територията на Русия в Прибалтийския регион след победата във Великата Северна война, която му позволява да приеме през 1721 г. титлата император на Руската империя. Четири години по-късно Петър I умира навършил 52 години, но създадената от него държава продължава интензивно да се разраства в продължение на целия XVIII век.

## Биография

### Ранни години
Петър Алексеевич е най-малкият син на цар Алексей Романов от втората съпруга на царя – Наталия Наришкина. От първия си брак с Мария Милославска, Алексей има 13 деца, като само двама от синовете му го надживяват – престолонаследникът Фьодор (бъдещ Фьодор III) и Иван (бъдещ Иван V), като и двамата имат сериозни здравословни проблеми.
След смъртта на Фьодор III през 1682 г. избухва борба за власт между родовете на двете съпруги на Алексей – Наришкини и Милославски. Болярската дума преценява, че Иван е неспособен да управлява, поради физически и умствени недъзи, и избира за цар десетгодишния Петър, като определя за регент майка му. В отговор, по-голямата сестра на двамата, София Алексеевна, организира бунт на стрелците, постоянната армия на руските царе, към който се присъединяват и многобройни тълпи от граждани на Москва. Много близки и привърженици на Петър са убити при безредиците, някои от тях пред очите му. По настояване на София, която поема властта, и Петър, и Иван са избрани за царе (двоецарственники), като на Иван се отдават почести като на по-старши.
Петър Алексеевич прекарва следващите няколко години в предградията на Москва, обграден от приятели от болярските среди. Той експериментира с корабостроене на езерото Плешчеево при Переславъл Залески, като построените няколко кораба се използват за военни игри. Младият Петър учи основите на западната военна наука от европейски войници и авантюристи, които живеят в Немския квартал близо до Москва (на руски: Немецкая слобода). Най-влиятелните му чуждестранни приятели са шотландецът Патрик Гордън, швейцарецът Франц Лефорт и нидерландеца Франц Тимерман. Опитвайки се да го подтикне към по-улегнал живот, през 1689 г. майка му урежда женитбата му с Евдокия Лопухина. Бракът на двамата се проваля и през 1699 г. Петър изпраща жена си в манастир.
През лятото на 1689 г. Петър и поддръжниците му планират да отстранят от регентството София, чиито позиции са отслабени от две неуспешни войни с Кримското ханство. Когато научава за това, тя започва да подготвя нов бунт на стрелците, но Петър е предупреден и успява да я отстрани и да я изпрати в манастир. Въпреки успеха си, той не получава реален контрол върху управлението, като мястото на регент е заето от майка му Наталия Наришкина. Едва след нейната смърт през 1694 г. той става напълно независим. След смъртта на Иван V през 1696 Петър I става и формално единствен владетел на Русия.

### Начало на управлението

#### Азовски походи
За да засили позициите на Русия, Петър се стреми да установи стабилен излаз на море. Приоритет на Петър I през първите години на царуването му е продължението на войната с Кримското ханство.
В началото на управлението му единственото руско морско пристанище е Архангелск на Баренцово море, което е недостъпно през зимата. Крайбрежието на Балтийско море на север се контролира от Швеция, а на Черно море на юг – от Кримското ханство, васално на Османската империя. От XVI век Московска Русия води борба с кримските и ногайските татари за притежанието на обширните крайбрежни земи на Черно и Азовско море. В хода на тази борба, Русия се сблъсква с Османската империя. Един от опорните военни пунктове на тези земи е турската крепост Азов, разположена при вливането на река Дон в Азовско море.
Първият Азовски поход, започнат през пролетта на 1695 г., завършва неуспешно през септември същата година, поради липсата на флот и неспособността на руската армия да води действия далече от базите за снабдяване. През есента на 1695 г. започва подготовка за нов поход. Във Воронеж се разгръща строителство на гребна руска флотилия. Тя е построена за кратко време и включва различни съдове, начело с 36-оръдейния кораб „Апостол Петър“. През май 1696 г., 40-хилядна руска армия, под командването на генералисимус Алексей Шеин отново обсажда Азов, но този път руската флотилия блокира крепостта откъм морето. Петър I участва в обсадата, под званието капитан на галера. Недочаквайки щурм, на 19 юли 1696 г. крепостта се предава. Така е открит първия излаз на Русия в южните морета.
В резултат на Азовските походи, освен падането на Азов, През 1698 г. започва и строителството на пристанището Таганрог (първата руска военноморска база). Все пак на Петър не се удава да получи излаз към Черно море през Керченския пролив – проливът остава под контрола на Османската империя. Силите на Русия все още не достигат за война с Турция, както и за създаването на пълноценен морски флот.
За финансирането на строителството на флот са въведени нови данъци: земевладелците са обединени в т. нар. кумпанства по 10 хиляди двора, всяко от които е длъжно да построи кораб със свои пари. По това време се появяват първите признаци на недоволство от действията на Петър. Разкрит е заговора на Иван Циклер, опитал се да организира въстание на стрелците. През лятото на 1699 г. първият голям руски кораб (46-оръдейния „Крепост“) отвежда руския посланик в Константинопол за преговори за мир. Самото наличие на такъв голям руски кораб в Черно море склонява султана към сключването на мир през юли 1700 г. – мир, който оставя крепостта Азов на Русия.

#### Великото пратеничество
За строителството на флота и реорганизацията на армията, Петър е принуден да наеме чуждестранни специалисти. Със завършването на Азовските походи, той решава да изпрати на обучение в чужбина млади дворяни, а скоро и сам се отправя на първото си пътешествие в Европа.
През март 1697 г. Петър заминава инкогнито през Шведска Ливония за Западна Европа в състава на голяма руска делегация („Велико пратеничество“), чиято цел е да търси съюзници във войната срещу Османската империя. За велики пратеници са назначени генерал-адмирал Франц Лефорт, генерал Фьодор Головин, началникът на Посолския приказ Прокофий Возницин. В пратеничеството влизат общо 250 души, сред които, под името на уредника от Преображенския полк Петър Михайлов, е и самия цар Петър I. Делегацията не постига особен успех, тъй като повечето европейски държави са ангажирани в приготовления за война. Въпреки това, Петър използва пътуването си във Франция, Нидерландия, Свещената Римска империя и Англия, за да се запознае със западната култура и технологии. Посещава Рига, Кьонигсберг, Бранденбург, Холандия, Англия, Австрия, набелязана е визита във Венеция и при римския папа. Освен преговорите, Петър отделя много време за изучаването на корабостроене, военно дело и други науки – изучава корабостроене в Лондон, Амстердам и Зандам, и артилерия в Кьонигсберг. В Англия посещава леярски завод, Арсенала, парламента, Оксфордския университет, Гринуичката обсерватория и Монетния двор, надзорник на който по това време е Исак Нютон. Със съдействието на Николас Витсен, кмет на Амстердам, в продължение на четири месеца участва в строежа на голям кораб на Нидерландската източноиндийска компания, наречен в негова чест „Петър и Павел“.
Великото посланичество не постига главната си цел: да създаде коалиция против Османската империя, поради подготовката на редица европейски държави за Войната за испанското наследство (1701—14 г.). Все пак, благодарение на тази война, се оформят благоприятните условия за борбата на Русия за Балтийско море. По такъв начин, се извършва преориентацията на външната политика на Русия от юг на север. Посланичеството обаче успява да наеме няколкостотин обучени специалисти, главно строители, корабостроители и моряци (сред тях и вицеадмирал Корнелис Крьойс), които заминават за Русия, а също и закупува военно и друго оборудване. През 1698 г. Петър прекъсва пътуването си заради започналия бунт на стрелците в Москва.

#### Преломни години
През юли 1698 г. Великото посланичество е прекъснато от известието за нов стрелецки метеж в Москва, който е потушен още преди връщането на Петър. След прибирането на царя в Москва (25 август), започват разпити и мъчения, в резултат на които на смърт са осъдени около 800 стрелци (осъдени при потушаването на бунта), а впоследствие – още няколко хиляди, до пролетта на 1699 г.
Царица София е подстригана за монахиня, под името Сузана и изпратена в Новодевичия манастир, където прекарва остатъка от живота си. Същата участ достига и жената на Петър – Евдокия Лопухина, която със сила е изпратена в Суздалския манастир, дори въпреки волята на духовенството.
За 15 месеца в чужбина, при пътуването си на Запад, Петър е впечатлен от някои западноевропейски обичаи, които намира за превъзхождащи руските традиции. Той нарежда на всички свои служители и придворни да обръснат брадите си и да носят западноевропейско облекло. Отказалите да го направят трябва да плащат годишен данък. През 1699 г., той заменя традиционния календар, при който годините се броят от Сътворението и започват на 1 септември, с Юлианския календар. Приблизително по същото време повечето западноевропейски страни приемат Григорианския календар, поради което западноевропейският и руският календар остават различни до началото на XX век.
След завръщането си на 25 август 1698 г., Петър започва мащабна преобразователна дейност, отначало – за промяна на признаците, отличаващи старославянския начин на живот от западноевропейския. В Преображенския дворец, Петър започва веднага да реже брадите на велможите и на 29 август е издаден знаменития указ „О ношении немецкого платья, о бритии бород и усов, о хождении раскольникам в указанном для них одеянии“, забраняващ от 1 септември носенето на брада.
Петър I предприема бързи реформи, целящи да модернизират Русия. Силно повлиян от западноевропейските си съветници, той реорганизира армията по западен образец, мечтаейки да превърне Русия в морска сила. Среща значителна опозиция на политиката си, но грубо смазва всички прояви на неподчинение. След бунта на стрелците през 1698 г., когато над 1200 души са екзекутирани публично, Петър по подобен начин се справя и с бунтовете в Башкирия и Астрахан, както и с въстанието на Кондратий Булавин.

### Велика Северна война
След завръщането от Великото посланичество, царят започва да се готви за война с Швеция, за излаз на Балтийско море. През 1699 г. е създаден Северния съюз против шведския крал Карл XII, в който освен Русия влизат Дания, Саксония и Жечпосполита, начело със саксонския курфюрст и полски крал Август II. Движещата сила на съюза е стремежът на Август да отнеме от Швеция Лифландия. За помощта на Русия той обещава да ѝ върне земите, принадлежали преди това на русите – Ингерманландия и Карелия. Петър се опитва да установи стабилен излаз на Балтийско море, от което Швеция изолира Русия половин век по-рано.
За влизането във войната на Русия е необходимо да сключи мир с Османската империя. След постигането на примирие с турския султан за срок от 30 години, на 19 август 1700 г. обявява война на Швеция, под предлог за отмъщение за обидата, нанесена на цар Петър в Рига. .
Планът на Карл XII се свежда до това, поединично да разбие противниците си с помощта на поредица от бързи десантни операции. Скоро след бомбардировката на Копенхаген на 8 август 1700 г. Дания излиза от войната, още преди до встъпването на Русия. Неуспешно завършват и опитите на Август II да завладее Рига.
Русия е зле подготвена за такава война и първият опит за достигане до балтийското крайбрежие завършва с тежко поражение на руската армия – на 30 ноември 1700 г. (нов стил) Карл XII с 8500 войници атакува лагера на руснаците, обсадили града, и напълно разгромява 35-хилядната необучена армия. Самият Петър I е заминал в Новгород два дни преди това.
Считайки, че Русия е достатъчно отслабена, Карл XII поема към Ливония, за да изправи войските си против основния, както счита той, противник – Август II. Това дава възможност на Петър I да възстанови и модернизира армията си. Съвсем скоро, реорганизирайки армията по европейски образец, той възобновява бойните действия. През 1702 г. (на 22 октомври) руснаците превземат крепостта Нотебург (преименувана на Шлиселбург), а през пролетта на 1703 г. – крепостта Ниеншанц в устието на Нева. Тук, на 27 май 1703 г. започва строителството на град Санкт Петербург. За тази цел използва всички възможности на абсолютната си власт, като изпраща на принудителен труд десетки хиляди и забранява използването на тухли в цялата страна, освен в новия град. По това време взема за любовница литовката Марта Скавронска, която приема православието и името Екатерина и по-късно става негова съпруга.
Започва и строителство на база на руския флот – на остров Котлин (крепостта Кроншлот (впоследствие Кронщат). Излазът в Балтийско море е извоюван. През 1704 г. са превзети Нарва и Дерпт, и Русия трайно се настанява в Източна Прибалтика. На предложението си за мир, Петър I получава отказ.
След поредица поражения, през 1706 г. полският крал Август II абдикира, оставяйки Жечпосполита в ръцете на шведите. Карл XII насочва вниманието си към Русия, като през 1708 г. започва настъпление на изток. През юли той удържа победа в битката при Головчин, но малко по-късно при Лесная придвижващите се към него подкрепления и обозни части са разпръснати от руснаците, след което той трябва да се откаже от поход към Москва. Въпреки това, шведските войски остават в Жечпосполита и на следващата година се опитват да завземат Левобрежна Украйна. На 27 юни 1709 г. те претърпяват тежко поражение в битката при Полтава, като самият Карл XII е принуден да избяга в Константинопол. След победата при Полтава, Петър I получава още по-голяма жизнена енергия в реализацията на руските интереси. Възползвайки се от положението, Август II се връща на трона в Жечпосполита.
В преследване на шведския крал, през 1711 г. Петър I организира поход срещу Османската империя, като лично потегля с армиите. Тъй като няма доверие на болярите, той окончателно премахва Болярската дума и създава десетчленен, назначен от монарха Сенат. Походът към река Прут, обаче е катастрофален – руската армия е обградена от турците. В резултат на последвалите преговори, Русия трябва да се откаже от придобития през 1696 г. излаз на Азовско и Черно море, в замяна на което на армията и е осигурен свободен достъп до руските предели. Към 1715 г., главния виновник за прутския поход на руснаците – Карл XII дори се завръща благополучно в Швеция, след като вече е нежелан гост от страна на Високата порта.
През следващите 1712 г. и 1713 г. северните руски армии завземат Ливония, а до 1714 г. и по-голямата част от Финландия. Руският флот става толкова силен, че руснаците успяват да организират десант в близост до Стокхолм. Въпреки че към антишведската коалиция се присъединяват Хановерското курфюрстство и Прусия, Карл XII отказва да капитулира до смъртта си през 1718 г., въпреки започнатите мирни преговори.
Шведската кралица Улрика Елеонора възобновява военните действия, надявайки се на помощ от Англия. Десантите на руснаците на шведското крайбрежие през 1720 г. обаче подтикват Швеция към възобновяване на преговорите. През 1720 г. Швеция сключва мир с всичките си противници, освен Русия. Мирният договор между Русия и Швеция, сложил края на Великата Северна война е сключен през 1721 г. Русия получава Ингрия, Естония, Ливония и значителна част от Карелия, а в замяна заплаща парична компенсация и връща окупираната по време на войната Финландия.

### Движение на изток
Експанзията на Русия на изток при Петър I не е прекратена. През 1714 г. експедицията на Иван Бухголц на юг от Иртиш основава Омск, Уст Каменогорск, Семипалатинск и други крепости. През 1716—17 г. в Средна Азия е изпратен отряда на Александър Бекович-Черкаски с цел да склони хивинския хан към поданство и да разузнае път към Индия. Руският отряд обаче е унищожен от хана. По време на управлението на Петър I е присъединена Камчатка. Петър планира експедиция през Тихия океан в Америка (надявайки се да основе там руски колонии), но не успява да осъществи замисъла си.

### Последни години
През последните години от живота си Петър I продължава своите вътрешни реформи. На 22 октомври 1721 г., малко след сключването на мира с Швеция, той се обявява за „император на цяла Русия“. През 1722 г. Петър създава Таблица на чиновете, която определя нивата във военната и гражданска йерархия и остава в сила до 1917 г. Нейната цел е издигането в армията или администрацията да става не по произход, а по умения и заслуги. Променя и данъците, с цел да финансира войните и строителството на новата столица Санкт Петербург. Дотогавашните данъци върху земята и домакинствата са заменени от поголовен данък, който се заплаща и от крепостните селяни. Още през 1708 г. Петър I въвежда в употреба нов шрифт на кирилицата, по-близък до латиницата, поради което по-късно е обявяван за създател на руската писменост.
Той прави и някои преобразования в Руската православна църква. Още през 1700 г., след смъртта на патриарх Адриан, той отказва да посочи негов приемник. През 1721 г. официално премахва длъжността патриарх и го заменя с десетчленен Свети синод оглавен от самия император.
Църковните, гражданските и военните реформи на Петър I срещат широка съпротива в страната. Някои консервативни религиозни кръгове дори го обявяват за Антихрист. Сред недоволните са много селяни, чието икономическо положение се влошава, казаците, чиято автономия е ограничена, старообредците, подложени на преследвания, и други.
Всички синове на Петър умират преди него. Най-големият, Алексей Петрович, е измъчван и убит по заповед на баща си през 1718 г., след като се противопоставя на неговата политика и бяга в чужбина. Майката на Алексей Евдокия Лопухина също е наказана, като е съдена за прелюбодейство. Подобна е съдбата и на любовницата на Петър от младежките му години Анна Монс.
През 1722 г. Петър I дава на действащия монарх правото сам да определя наследника си, но самият той не успява да се възползва от него. През зимата на 1723 г. започва да страда от проблеми с пикочния мехур. През 1724 г. Петър коронясва втората си съпруга Екатерина за императрица, макар че той продължава да управлява реално страната. През следващата зима положението му отново се влошава и той умира на 8 февруари* 1725 г.

## Личността на Петър I
Личността и управлението на Петър I са идеализирани в руската историография от XIX и самото начало на ХХ век. Големият руски историк Сергей Соловьов определя реформите му като „народно дело“ и представя самия цар като народен цар. Тази интерпретация е характерна за руската историография от периода до 1917 година, а частично - и след това.

### Външен вид
- Портрет на Петър I
- Портрет на Петър Велики
- Цар Петър I
- Отпечатък от огромната ръка на цар Петър

Още като дете Петър поразявал хората със своето красиво и будно лице и фигура. Със своя висок ръст над 200 см (6 фута 7 дюйма) – той се издигал над тълпата с цяла глава. В същото време, при такъв висок ръст, той носел обувки 38 размер.
Околните се плашели от силните конвулсивни спазми на лицето му, особено в гняв и душевни вълнения. Тези конвулсивни движения съвременници отдават на стрес, изпитан като дете по време на бунта на стрелците в Москва или на опит за отравяне от страна на царица София.
По време на пътувания в чужбина, Петър I плашел изтънчените аристократи с грубоватите си маниери и простоват нрав. Ето как описва хановерската курфюрстина София Петър:

„Царят е висок, има прекрасни черти на лицето и благородна осанка; притежава голяма бързина на ума, отговорите му са бързи и верни. Но с всички добродетели, които му е дала природата, желателно би било, в него да има по-малко грубост. Този владетел е много добър и едновременно много лош човек...Ако би получил по-добро възпитание, от него би станал съвършен човек, тъй като има много достойнства и необикновен ум“ 

### Семейството на Петър I
За първи път Петър се жени на 17 години по настояване на майка си за Евдокия Лопухина през 1689. След година им се ражда син – Алексей. Останалите деца на Петър и Евдокия умират скоро след раждането им. През 1698 г. Евдокия Лопухина се оказва замесена в бунта на стрелците, целта на който е получаване на царската корона от сина ѝ, и била изпратена в манастир.
Алексей Петрович, официалния наследник на руския престол, осъжда промените на своя баща, а накрая избягва във Виена под покровителството на родственика на своята жена (Шарлота Брауншвайг) император Карл VI, където поискал поддръжка за свалянето на Петър I. През 1717 е уговорен да се върне у дома, където е пленен.
На 24 юни (5 юли) 1718 Върховния съд, състоящ се от 127 души, произнася смъртна присъда за Алексей, признавайки го за виновен в държавна измяна.
Два дни по-късно на 26 юни (7 юли) 1718 Алексей не дочаква изпълнението на присъдата и умира в Петропавловската крепост. Истинската причина за смъртта на принц Алексей не е установена.
От брака с принцеса Шарлота Брауншвайг принц Алексей оставя син – Петър Алексеевич (1715 – 1730), станал през 1727 император под името Петър II, и дъщеря – Наталия (1714 – 1728).
През 1703 Петър среща 19-годишната Катерина, с предишно име Марта Скавронска, пленена от руските войниците като плячка при превземането на шведската крепост Мариенбург. Петър я взема и прави своя любовница. През 1704 г. Катерина ражда първото си дете, наречено Петър, а през следващата година и второ, Павел, но скоро и двамата умират. Още преди да е станала законна съпруга на Петър I, Катерина му ражда и две дъщери – Ана (1708) и Елисавета (1709). Елисавета става по-късно императрица и управлява в периода 1741 – 1761), а преки потомци на Ана управляват Русия след смъртта на Елисавета от 1761 до 1917.
Официалната венчавка на Петър I с Екатерина I се състои на 19 февруари 1712, скоро след завръщането му от Прутския поход. През 1724 Петър коронова Екатерина като императрица и съвладетелка. Тя му ражда 11 деца, но повечето от тях умират в детството си. Оцеляват Ана и Елисавета.
След смъртта на Петър през януари 1725 Екатерина при поддръжката на войската и гвардейските полкове става първата управляваща руска императрица под името Екатерина I, но управлявала недълго и починала през 1727 г., освобождавайки престола за Петър II. Първата жена на Петър Велики, Евдокия Лопухина, надживява своята щастлива съперница и умира през 1731 г., успявайки да види на престола своя внук Петър Алексеевич.

## Деца
| Име                      | Раждане           | Смърт          | Бележки                                                                                          |
| ------------------------ | ----------------- | -------------- | ------------------------------------------------------------------------------------------------ |
| От Евдокия Лопухина      |                   |                |                                                                                                  |
| Царевич Алексей Петрович | 18 февруари 1690  | 26 юни 1718    | женен през 1711 за принцеса Шарлота фон Брауншвайг-Люнебург; има деца                            |
| Александър Петрович      | 13 октомври 1691  | 14 май 1692    |                                                                                                  |
| Павел Петрович           | 1693              | 1693           |                                                                                                  |
| От Екатерина I           |                   |                |                                                                                                  |
| Анна Петровна            | 7 февруари 1708   | 15 май 1728    | женена през 1725 за Карл Фридрих, херцог на Холщайн-Готорп; има деца                             |
| Елисавета Петровна       | 29 декември 1709  | 5 януари 1762  | императрица на Русия; според някои сведения женена през 1742 г. за Алексей Разумовски; няма деца |
| Наталия Петровна         | 20 март 1713      | 27 май 1715    |                                                                                                  |
| Маргарита Петровна       | 19 септември 1714 | 7 юни 1715     |                                                                                                  |
| Петър Петрович           | 15 ноември 1715   | 19 април 1719  |                                                                                                  |
| Павел Петрович           | 13 януари 1717    | 14 януари 1717 |                                                                                                  |
| Наталия Петровна         | 31 август 1718    | 15 март 1725   |                                                                                                  |

## Петър I в изкуството
Петър I е увековечен в Санкт Петербург със знаменития паметник „Медния конник“ на Площада на декабристите. Известни са картините: „Петър I разпитва царевич Алексей“, „Умиращият Петър I през погледа на една птичка, кацнала на прозорец“, „Петър I в утрото на екзекуцията на стрелците“ и други. Поетът Александър Пушкин посвещава на императора някои от най-великите си творби: „Медният конник“, „Арапът на Петър Велики“, „Полтава“. Той казва за Петър Велики: „Царят вдигна Русия на крака с желязна юзда“. Алексей Николаевич Толстой пише исторически роман с името „Петър I“. През 1938 г. по него е създаден съветският филм „Петър Велики“ – епос в 2 части.